# Oracle designer
Oracle Designer é uma ferramenta CASE da Oracle que facilita o trabalho em equipes, no desenvolvimento de aplicações. Sem a necessidade da codificação manual, ou com pouca, o Designer possui uma grande repositório compartilhado para gerar aplicativos complexos em diversas linguagens 4GL, como Visual Basic, C++, Web Server, entre outros.